# Sperringsbådan
Sperringsbådan är en ö i Finland. Den ligger i Norra kvarken och i kommunen Malax i den ekonomiska regionen  Vasa i landskapet Österbotten, i den västra delen av landet. Ön ligger omkring 20 kilometer sydväst om Vasa och omkring 360 kilometer nordväst om Helsingfors.
Öns area är 14,8 hektar och dess största längd är 0,7 kilometer i öst-västlig riktning.